# دي هافيلاند جوبلين
دي هافيلاند جوبلين، واسمه الاصلي هو هالفورد اتش-1، هو محرك نفاث عنفي صممه فرانك هالفورد وقامت ببنائه دي هافيلاند. كان جوبلين هو ثاني محرك نفاث بريطاني يطير، بعد باور جت دبليو.1 وأول محرك يجتاز اختبارا نوعيا ويتلقى شهادة نوعية تم إصدارها خصيصا لتوربينات الدفع في الطائرات 
بالرغم من انه تم تصميمه في 1414، إلا انه بقي على شكله الأصلي لثلاثة عشر عاما حتى انضم لجموعة التصدير Mk. 35. 
جوبلين كان محركا أوليا لطائرة دي هافيلاند فامباير وكان سيصبح محرك طائرة لوكهيد بي-80 قبل أن يتم تبديل التصميم بسبب تأخر في التصنيع في آليس كالمرز. أيضا كان محرك كل من Saab 21R و فيات جي 80 و دي هايفلاند سوالو. تم تطوير جوبلين لاحقا ليصبح دي هايفلاند جوست الأكبر حجما.